# دانفيل (أركنساس)
دانفيل (بالإنجليزية: Danville, Arkansas)‏ هي مدينة تقع في مقاطعة ييل، أركنسو بولاية أركنساس في الولايات المتحدة. تبلغ مساحة هذه المدينة 11.2 (كم²)، وترتفع عن سطح البحر 106 م، بلغ عدد سكانها 2392 نسمة في عام 2000 حسب إحصاء مكتب تعداد الولايات المتحدة.

## التركيبة السكانية
حدّد مكتب تعداد الولايات المتحدة بيانات التركيبة السكانية لدانفيل في تعداد الولايات المتحدة. في ما يلي، التركيبة السكانية حسب تعدادي 2000 و2010.

### تعداد عام 2000
بلغ عدد سكان دانفيل 2,392 نسمة بحسب تعداد عام 2000، وبلغ عدد الأسر 716 أسرة وعدد العائلات 499 عائلة مقيمة في المدينة. في حين سجلت الكثافة السكانية 213.4 نسمة لكل كيلومتر مربع (552.7/ميل2). وبلغ عدد الوحدات السكنية 792 وحدة بمتوسط كثافة قدره 70.7 لكل كيلومتر مربع (183.1/ميل2).
وتوزع التركيب العرقي للمدينة بنسبة 65.22% من البيض و1.84% من الأمريكيين الأفارقة و0.59% من الأمريكيين الأصليين و1.30% من الأمريكيين ذوي الأصول الآسيوية و29.35% من الأعراق الأخرى و1.71% من عرقين مختلطين أو أكثر و43.48% من الهسبانيون أو اللاتينيون من أي عرق.
بلغ عدد الأسر 716 أسرة كانت نسبة 40.8% منها لديها أطفال تحت سن الثامنة عشر تعيش معهم، وبلغت نسبة الأزواج القاطنين مع بعضهم البعض 50.1% من أصل المجموع الكلي للأسر، ونسبة 12.4% من الأسر كان لديها معيلات من الإناث دون وجود شريك،  بينما كانت نسبة 7.1% من الأسر لديها معيلون من الذكور دون وجود شريكة وكانت نسبة 30.3% من غير العائلات. تألفت نسبة 23.6% من أصل جميع الأسر من عدة أفراد يعيشون في نفس المنزل ونسبة 13.7% كانت تتألف من شخص يعيش بمفرده يبلغ من العمر 65 عاماً أو أكثر. وبلغ متوسط حجم الأسرة المعيشية 3.01، أما متوسط حجم العائلات فبلغ 3.44.
بلغ العمر الوسطي للسكان 30.3 عاماً. وكانت نسبة 25.6% من القاطنين تحت سن الثامنة عشر، وكانت نسبة 12.7% بين الثامنة عشر والرابعة والعشرين عاماً، ونسبة 27% كانت واقعةً في الفئة العمرية ما بين الخامسة والعشرين والرابعة والأربعين عاماً، ونسبة 15.2% كانت ما بين الخامسة والأربعين والرابعة والستين، ونسبة 9.6% كانت ضمن فئة الخامسة والستين عاماً فما فوق. يوجد لكل 100 أنثى 112.5 ذكر، ويوجد لكل 100 أنثى في الثامنة عشر من عمرها فما فوق 111.2 ذكر.
بلغ متوسط دخل الأسرة في المدينة 26,506 دولارًا، أما متوسط دخل العائلة فبلغ 29,185 دولارًا. وكان متوسط دخل الذكور 17,122 دولارًا مقابل 16,604 دولارًا للإناث. وسجل دخل الفرد الخاص بالمدينة 12,533 دولارًا. وكانت نسبة 17.5% من العائلات ونسبة 21.2% من السكان تحت خط الفقر، وكان من هؤلاء نسبة 27.1% تحت سن الثامنة عشر ونسبة 9.5% في الخامسة والستين من العمر وما فوق.

### تعداد عام 2010
بلغ عدد سكان دانفيل 2,409 نسمة بحسب تعداد عام 2010، وبلغ عدد الأسر 725 أسرة وعدد العائلات 526 عائلة مقيمة في المدينة. في حين سجلت الكثافة السكانية 214.9 نسمة لكل كيلومتر مربع (556.6/ميل2). وبلغ عدد الوحدات السكنية 852 وحدة بمتوسط كثافة قدره 76 لكل كيلومتر مربع (196.8/ميل2).
وتوزع التركيب العرقي للمدينة بنسبة 67.58% من البيض و2.12% من الأمريكيين الأفارقة و0.62% من الأمريكيين الأصليين و1.54% من الأمريكيين ذوي الأصول الآسيوية و25.03% من الأعراق الأخرى و3.11% من عرقين مختلطين أو أكثر و52.64% من الهسبانيون أو اللاتينيون من أي عرق.
بلغ عدد الأسر 725 أسرة كانت نسبة 50.2% منها لديها أطفال تحت سن الثامنة عشر تعيش معهم، وبلغت نسبة الأزواج القاطنين مع بعضهم البعض 47.7% من أصل المجموع الكلي للأسر، ونسبة 15.9% من الأسر كان لديها معيلات من الإناث دون وجود شريك،  بينما كانت نسبة 9% من الأسر لديها معيلون من الذكور دون وجود شريكة وكانت نسبة 27.4% من غير العائلات. تألفت نسبة 23.4% من أصل جميع الأسر من عدة أفراد يعيشون في نفس المنزل ونسبة 13.5% كانت تتألف من شخص يعيش بمفرده يبلغ من العمر 65 عاماً أو أكثر. وبلغ متوسط حجم الأسرة المعيشية 3.16، أما متوسط حجم العائلات فبلغ 3.69.
بلغ العمر الوسطي للسكان 29.2 عاماً. وكانت نسبة 34% من القاطنين تحت سن الثامنة عشر، وكانت نسبة 10.2% بين الثامنة عشر والرابعة والعشرين عاماً، ونسبة 25% كانت واقعةً في الفئة العمرية ما بين الخامسة والعشرين والرابعة والأربعين عاماً، ونسبة 18.1% كانت ما بين الخامسة والأربعين والرابعة والستين، ونسبة 12.7% كانت ضمن فئة الخامسة والستين عاماً فما فوق. وتوزع التركيب الجنسي للسكان بنسبة 49.7% ذكور و50.3% إناث.

## أعلام
- هيرب هيرنغ

## وصلات خارجية
- The US50 - Cities and Towns in Arkansas State
- 2012 United States Census Estimate